# Kadua foliosa
Kadua foliosa ist eine ausgestorbene Pflanzenart aus der Gattung Kadua in der Familie der Rötegewächse (Rubiaceae). Sie kam endemisch auf Hawaii vor.

## Beschreibung

### Vegetative Merkmale
Kadua foliosa wuchs als kleiner, ausgebreiteter Strauch. Die gerillten Stämme hatten einen stielrunden Querschnitt und waren kahl.
Die gegenständig an den Zweigen angeordneten Laubblätter waren in einen Blattstiel und eine Blattspreite gegliedert. Der Blattstiel war sehr kurz und die Blattspreite war fast aufsitzend. Die einfache, dünne und papierartige Blattspreite war bei einer Länge von 1 bis 4,5 Zentimetern sowie einer Breite von etwa 1,4 bis 1,8 Zentimetern von eiförmig bis lanzettlich geformt. Die Oberseite der Blattspreite war kahl, während die Unterseite spärlich behaart war. Die Spreitenbasis lief keilförmig oder abgerundet zu, die Spreitenspitze war spitz und der Spreitenrand war ganzrandig. Von jeder Seite der Blattmittelader zweigten mehrere Seitenadern ab und die Blattadern höherer Ordnung bildeten ein unauffälliges netzartiges Muster. Die Nebenblätter ähnelten den Laubblättern, waren mit der Basis des Blattstieles verwachsen und bildeten dadurch eine fein behaarte und stachelspitzige Blattscheide. Die gekielte Blattscheide war 0,2 bis 0,3 Zentimeter lang und hatte eine kurze Stachelspitze.

### Generative Merkmale
Die schmalen zymösen Blütenstände waren kreuzgegenständig an einem schlanken, rund 0,6 bis 1 Zentimeter langen Blütenstandsstiel angeordnet. Die Blütenstände enthielten mehrere gestielte Einzelblüten. Die Blütenstiele waren etwa 0,2 bis 0,5 Zentimeter lang.
Die vierzähligen Blüten waren radiärsymmetrisch. Der kreiselförmige Blütenbecher war rund 1 Millimeter lang. Die Kelchblätter waren miteinander zu einer Kelchröhre verwachsen. Die Kelchlappen wurden circa 2 bis 3 Millimetern lang und rund 0,6 bis 0,8 Millimetern breit. Die fleischigen und glauken Kronblätter waren stieltellerförmig miteinander verwachsen und ihre Blütenfarbe ist nicht bekannt. Die Kronröhre erreichte eine Länge von 0,6 bis 1,2 Zentimeter und hatte einen quadratischen Querschnitt. Die vier Kronlappen erreichten Längen etwa 0,4 Zentimetern. Der schwach zweifach gelappte Griffel war in seiner unteren Hälfte dicht wollig behaart.
Die jungen Kapselfrüchte waren bei einer Länge sowie einem Durchmesser von jeweils rund 0,3 Zentimeter mehr oder weniger kugelig geformt. Das Endokarp war verholzt. Jede der Früchte enthielt mehrere fast schwarze Samen. Sie waren unregelmäßig schildförmig geformt und die Samenschale wies Narben auf.

## Vorkommen
Das natürliche Verbreitungsgebiet von Kadua foliosa lag auf der zu Hawaii gehörenden Insel Maui. Die Art wuchs dort an den südwestlichen Hängen des Haleakalā.

## Taxonomie
Die Erstbeschreibung als Kadua foliosa  erfolgte 1888 durch Wilhelm Hillebrand in Flora of the Hawaiian Islands. Ein Synonym für Kadua foliosa Hillebr. ist Hedyotis foliosa (Hillebr.) Fosberg.